# Adensen
Adensen ist ein Gemeindeteil der Gemeinde Nordstemmen im Tal der Haller und liegt im Westen des Landkreises Hildesheim in Niedersachsen. Es hat rund 900 Einwohner und ist somit einer der kleineren Gemeindeteile der Gemeinde Nordstemmen.

## Geografie

### Geografische Lage
Adensen liegt westlich von Hildesheim am Rande der Region Hannover nahe der Bundesstraße 3 im Calenberger Land. Zu Adensen gehören die Rosenmühle und die Wüstung Pussensen (Pustessen), die ihren Namen von der Quelle Pusse (Puße) erhielt. Adensen bildet mit Hallerburg eine Dorfgemeinschaft mit gemeinsamer Kirchengemeinde und gemeinsamen Vereinen. Durch Adensen und Hallerburg führt der Calenberger Weg, ein Fernwanderweg, der von Bad Nenndorf bis Nordstemmen reicht. Südlich von Adensen fließt die Haller.

### Nachbarorte
| Bennigser Burg        | Bennigsen            | Pattensen    | Vardegötzen        | Jeinsen        |
| Springe               | Wisentgehege Springe | Thiedenwiese | Schulenburg        | Burg Calenberg |
| Eldagsen              | Hallerburg           | Windrose     | Schloss Marienburg | Rössing        |
| Burg Hallermund       | Alferde              | Wülfingen    | Nordstemmen        | Heyersum       |
| Kloster Wülfinghausen | Wittenburg           | Elze         | Poppenburg         | Burgstemmen    |

## Geschichte
Die Geschichte von Adensen setzt in den Jahren 500 bis 800 ein, als der Ort sowie Bodensen und Pussensen an der Alten Heerstraße auf einer Anhöhe nördlich der Haller entstanden. Adensen bildete sich als Haufendorf. Bodensen und Pussensen fielen später wüst. In Adensen begann im 10. Jahrhundert die Herrschaft Adenoys. Sie wurde bis zum 9. März 1322 von der adeligen Familie von Adenoys ausgeübt. Der Herzog Wilhelm von Braunschweig und Lüneburg, ein Welfe, ließ die Burg „Hallerburg“ auf der Hallerinsel bauen, damit der Pfandzoll und Wegzoll von den Durchreisenden erhoben werden konnte. Sie wurde im Jahr 1362 erstmals in einer Urkunde erwähnt. Die Burg wurde im Jahr 1519 in der Hildesheimer Stiftsfehde zerstört. Bis 1970 sah man am Standort der Hallerburg ein von Gräben umzogenes Quadrat von fast fünfzig Meter Seitenlänge.
Während des Zweiten Weltkriegs warf ein Bomber am 18. November 1944 eine letzte Bombe über Adensen ab, die Häuser zerstörte und acht Bewohner tötete.

### Ortsnamenforschung
Gemäß der Ortsnamenforschung wurde Adensen ebenso wie Bodensen und Pussensen (Passensen, Pustessen) wegen der Endung im Ortsnamen -sen (= Gruppensiedlung) während der Ausbauzeit (Altsächsischer Landesausbau in frühmittelalterlicher Rodungszeit) zwischen 500 und 800 n. Chr. gegründet.
Eine frühere Schreibweise von Adensen war Adenessen (um 1120) in der Zusammensetzung des Personennamens und des Heimatortes Theodoricus von Adenessen. Adenhusen (um 1195): dies ist eine Kürzung von Adenhausen oder Adonhausen. Weitere Kürzungen des Ortsnamens sind Ahnsen und Ansen (1638, 1645).
Der Name der Herrschaft von Adensen Adenoys und der Namen ihres Herrschaftsbezirkes Adenoyshusen oder Adenoys leiten sich nach Achim Gercke von St. Dionys, dem Schutzheiligen der Kirche, ab.

### Eingemeindungen
Adensen wurde am 1. März 1974 in die Gemeinde Nordstemmen eingegliedert.

### Einwohnerentwicklung
| Jahr | Einwohner |  | Jahr | Einwohner |  | Jahr | Einwohner |  | Jahr | Einwohner |  |
| 1885 | 578       |  | 1925 | 539       |  | 1933 | 547       |  | 1939 | 569       |  |
| 1961 | 826       |  | 1970 | 866       |  | 2011 | 988       |  | 2014 | 927       |  |

## Religion

### Urpfarre Jeinsen
Nördlich von Adensen liegt das Flurstück „Teufelsküche“. Dieser Name weist darauf hin, dass sich dort in vorchristlicher Zeit in der Nähe der alten Heerstraße eine heilige Stätte der Germanen befand, die später von den Christen verteufelt wurde. Nach der Christianisierung gehörten Adensen, Bodensen und Pussensen im 9. Jahrhundert zur Urpfarre Jeinsen.
Die adlige Familie von Adenoys begründete am Ende des 10. Jahrhunderts in Adensen die St. Dionysiuskirche, zu der die Ortschaften Adensen, Bodensen und Pussensen (Pustessen) gehörten. Nach dem Wüstwerden von Bodensen und Pussensen (Pustessen) und der Entstehung der Ortschaft Hallerburg umfasst die Kirchengemeinde vom 14. Jahrhundert an die Ortschaften Adensen und Hallerburg.

### Patronat der St.-Dionysius-Kirche
Das Patronat der Kirche blieb bis 1322 bei der Familie von Adenoys, ging anschließend an die Grafen von Hallermund und wurde von diesen am 14. April 1385 auf das damalige Augustinerinnenkloster und spätere Frauenstift im Kloster Wülfinghausen übertragen. Das Patronatsverhältnis blieb bis zum Ende des 19. Jahrhunderts bestehen. Solange war die Kirchengemeinde Adensen verpflichtet, Kollekten zur Unterhaltung des Klosters Wülfinghausen zu sammeln und dorthin abzuführen.

### Römisch-katholische Kirchengemeinde
Bis zur Reformation war die Kirchengemeinde in Adensen und Hallerburg römisch-katholisch. Im Jahr 1361 wird erstmals ein Geistlicher aus Adensen mit Namen Johann urkundlich erwähnt. Weitere 8 katholische Geistliche aus vorreformatorischer Zeit sind namentlich bekannt.
In Adensen bestand bis zur Reformationszeit eine Laienbruderschaft mit dem Namen Unseren lieben Frauen. Sie verfügte über eigenes Grundvermögen und nahm Aufgaben der Kirchengemeinde wahr.
Katholiken, die in Adensen und Hallerburg wohnen, sind Kirchengemeindemitglieder der römisch-katholischen Kirche St. Michael Nordstemmen. (Stand 2016)

### Evangelisch-lutherische Kirchengemeinde
Nachdem sich die Reformation in Adensen und Hallerburg 1543 durchgesetzt hatte und die Kirchengemeinde Adensen evangelisch-lutherisch geworden war, wurde 1544 Henricus Sanderus (Sander) erster evangelisch-lutherischer Geistlicher in Adensen.
Die Kirchengemeinden Adensen und Wülfingen wurden im Jahr 1924 als selbständige Kirchengemeinden unter einem gemeinsamen Pfarramt zusammengeschlossen. Der Sitz des Pfarramtes war seit 1924 Wülfingen. Der Wohnsitz des Pastors befand sich zunächst in Wülfingen und seit 1947 in Adensen. Mit Wirkung vom 1. Juli 2010 wurde die pfarramtliche Verbindung der Kirchengemeinden Adensen und Wülfingen von der Evangelisch-lutherischen Landeskirche Hannovers aufgehoben. Die Pfarrstelle Adensen bestand als dauervakante Pfarrstelle weiter, bis sie ebenso wie alle dauervakanten Pfarrstellen in der Ev.-luth. Landeskirche Hannovers zum 31. Dezember 2012 aufgelöst wurde.
Die Kirchengemeinde Adensen gehört in dem Evangelisch-lutherischen Kirchenkreis Hildesheimer Land-Alfeld zusammen mit den Kirchengemeinden Burgstemmen, Mahlerten und Heyersum zu dem Pfarramt Burgstemmen-Mahlerten-Heyersum-Adensen. Dieses und das Pfarramt Nordstemmen bilden die Region Nordstemmen im Amtsbereich Elze des Kirchenkreises Hildesheimer Land-Alfeld, das zum Kirchenkreis Hildesheimer Land-Alfeld gehört. Die Kirchengemeinde Adensen wird weiterhin von einem eigenen Kirchenvorstand geleitet, der auch die Trägerschaft der Friedhofsverwaltung von Adensen wahrnimmt.

## Politik

### Ortsrat
Der Ortsrat von Adensen setzt sich aus 7 Ratsmitgliedern zusammen. Im Ortsrat befinden sich zusätzlich zwei beratende Mitglieder (SPD + Bündnis 90/Die Grünen).
- Unabhängige: 7 Sitze

(Stand: Kommunalwahl 12. September 2021)

### Ortsbürgermeister
Der Ortsbürgermeister von Adensen ist Oliver Riechelmann (Unabhängige). Seine Stellvertreter sind Helmut Hinrichs (Unabhängige) und Heike Niederhut-Bollmann (Unabhängige).

### Sonstige Ämter
- Die Stelle des Ortsheimatpflegers ist seit 2018 vakant. Auf Initiative von Gerhard Fuest, der nach Herbert Pfeiffer diese Aufgabe bis 2018 wahrnahm, entstand seit 2016 die Webseite zur Heimatpflege in der Gemeinde Nordstemmen.[19]
- Schiedsperson für die Ortschaften Adensen und Hallerburg ist Karl-Erich Mundt aus Nordstemmen mit der gleichzeitigen Vertretung für Burgstemmen (Stand: 2018).

### Wappen
| Wappen von Adensen | Blasonierung: „Im silbernen Wappenschild, ein gegittertes Feld, belegt von einem aufrechten blauen Sparren. In den Rauten befinden sich fünfblättrige rote Rosen, deren Blütenkelche goldfarben sind.“                                                                                       |
| Wappen von Adensen | Wappenbegründung: Das Adelsgeschlecht „von Adenoys“ hatte als Wappen ein gegittertes Schild, in dessen Rauten sich Rosen befanden, die durch einen aufrechten Sparren aufgeteilt waren. Die Ortschaft Adensen hat dieses Wappen in seinen Grundzügen übernommen und zu ihrem Symbol gewählt. |

## Kultur und Sehenswürdigkeiten

### Der Versammlungsplatz Thie

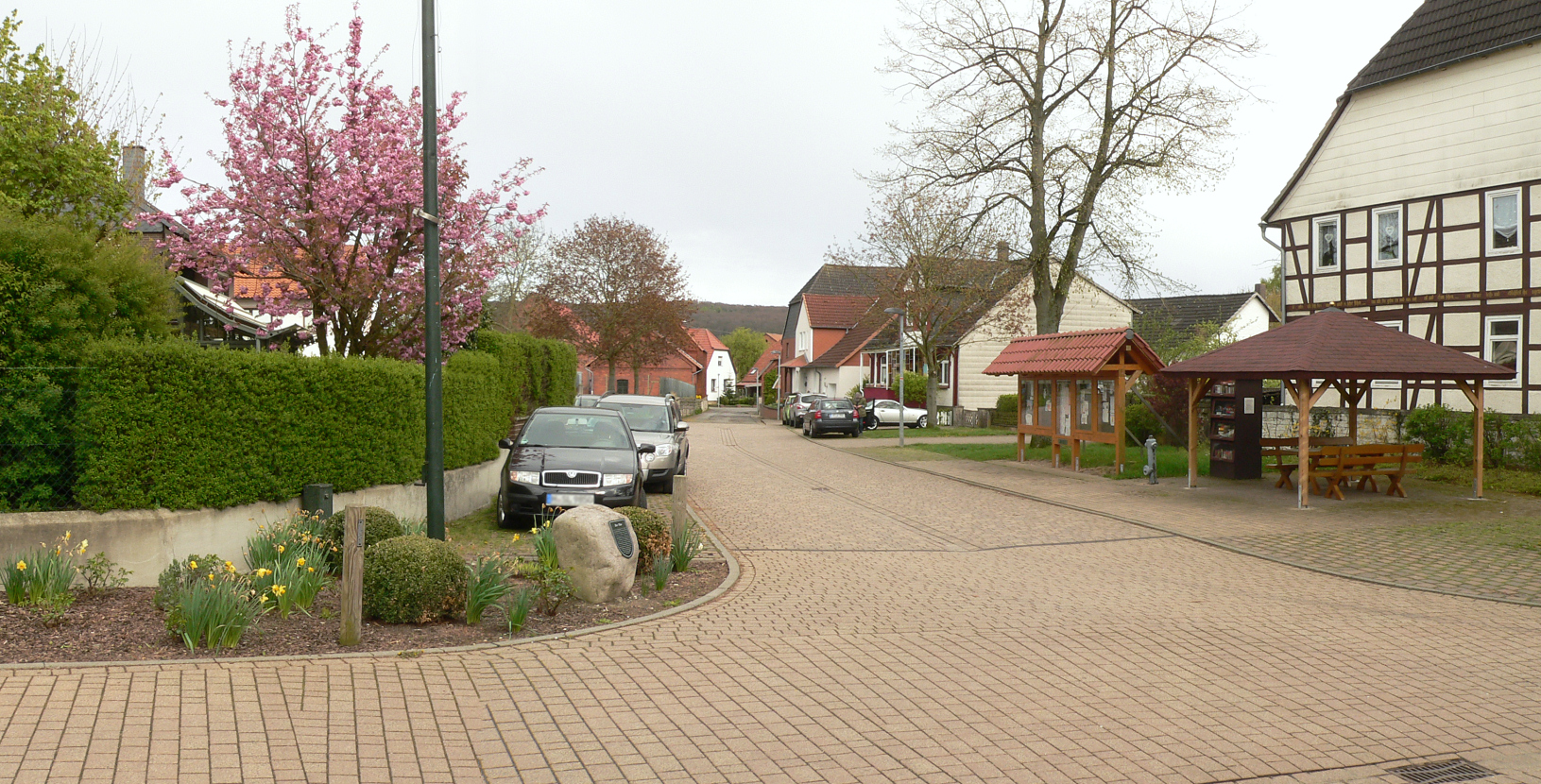
Der frühere Versammlungsplatz Thie heute

Der Thie als Versammlungsplatz erstreckte sich in der Form eines Rechtecks zwischen den Hofgrundstücken von Bollmann-Niederhut (Dorfstraße 2) und Brückner/Röhnsch (Dorfstraße 1, 3, 5). Er endete im Westen in der Mitte der jetzigen Adenoyser Straße und im Osten am Rande der Hofeinfahrten der Wohnhäuser Röhnsch und Bollmann-Niederhut.
Bei der Ortsgründung lag das Niveau der Erde am Ende der Dorfstraße und am Grundstück des Thie erheblich höher als jetzt, und zwar in der gleichen Höhe wie der Boden am Sockel des Kirchturms. Bei dem späteren Ausbau der Dorfstraße und dem Bau der Adenoyser Straße wurde das Bodenniveau stark abgesenkt.
Der Thie überragte die Dorfstraße durch eine Aufschüttung von Erde beträchtlich. Er war von Steinmauern umgeben und von der Dorfstraße und von dem nahen Friedhof über Steintreppen zugänglich. Schon durch sein Aussehen war er ein abgehobener und umfriedeter Versammlungsplatz und stellte einen eigenen Rechtsbereich dar. Oben auf dem Thie wuchs Gras, und im Schatten von Linden stand ein steinerner Tisch, der vom Protokollanten als Schreibtisch und vom Versammlungsleiter als Podest benutzt wurde.

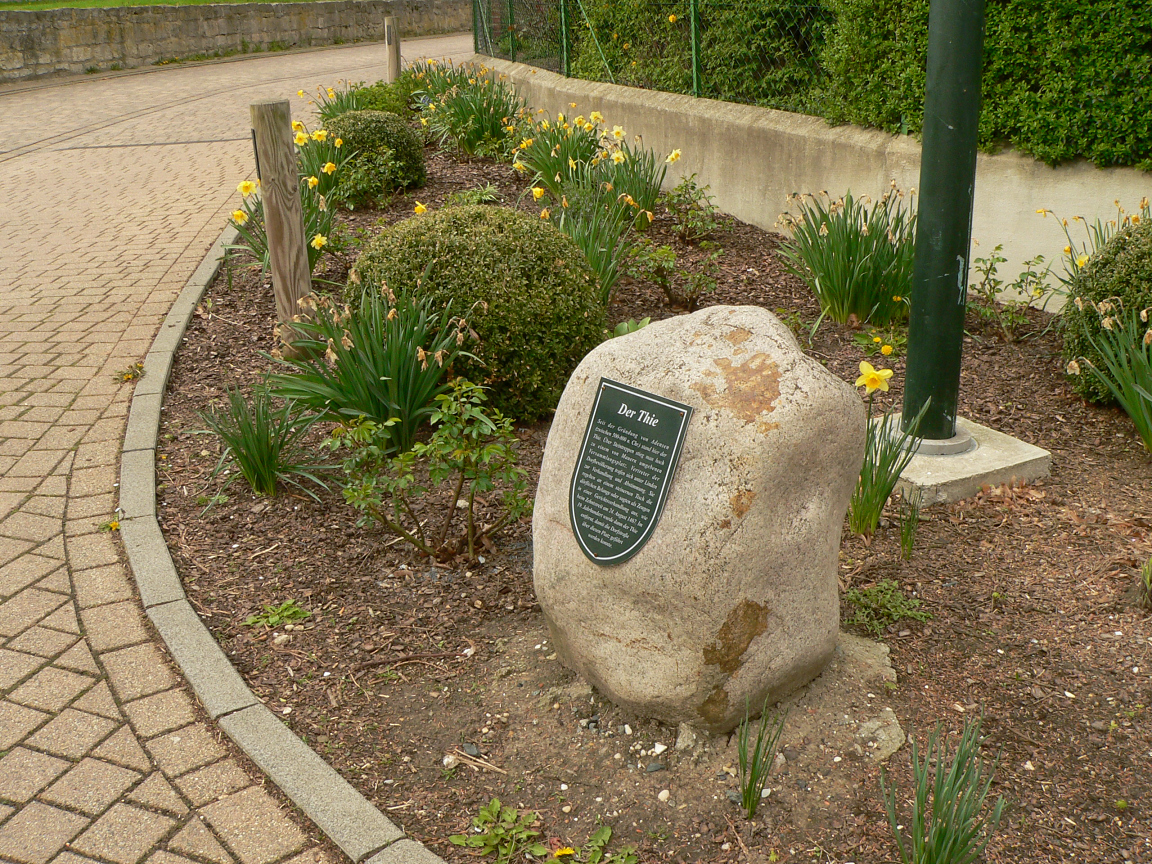
Gedenkstein am Thie

1467 fand eine Gerichtsverhandlung auf dem Thie von Adensen statt, da 1462 die Gebrüder von Reden und auch das Kloster Wittenburg als angebliche Verpächter von dem Bauern Henning Bennighusen für dieselben vier Morgen Land jeweils den Zehnten für sich verlangten. Nach den Zeugenaussagen aller Bauern von Adensen wurde entschieden, dass die beiden angeblichen Verpächter jeweils nur den Zins für zwei Morgen Land beanspruchen durften.
Als die Kompetenzen der Dorfgemeinschaft immer mehr beschnitten wurden, erlebte der Thie einen Bedeutungsverlust. Er diente schließlich der Dorfbevölkerung nur noch als Treffpunkt zum Klönen und als Veranstaltungsort für Dorffeste.
Nach der „Lüneburger Gemeinheitsteilungsverordnung“ von 1802, die für ganz Deutschland Gültigkeit hatte, wurde es möglich, den im Weg stehenden Thie zu entfernen und das Bodenniveau so tief abzutragen, dass die Dorfstraße über das Grundstück des Thies zur inzwischen bestehenden Adenoyser Straße weitergeführt werden konnte. Damit hatte Adensen ein geschichtsträchtiges Bauwerk verloren, das heute in manchen anderen Dörfern noch erhalten ist.

### St.-Dionysius-Kirche

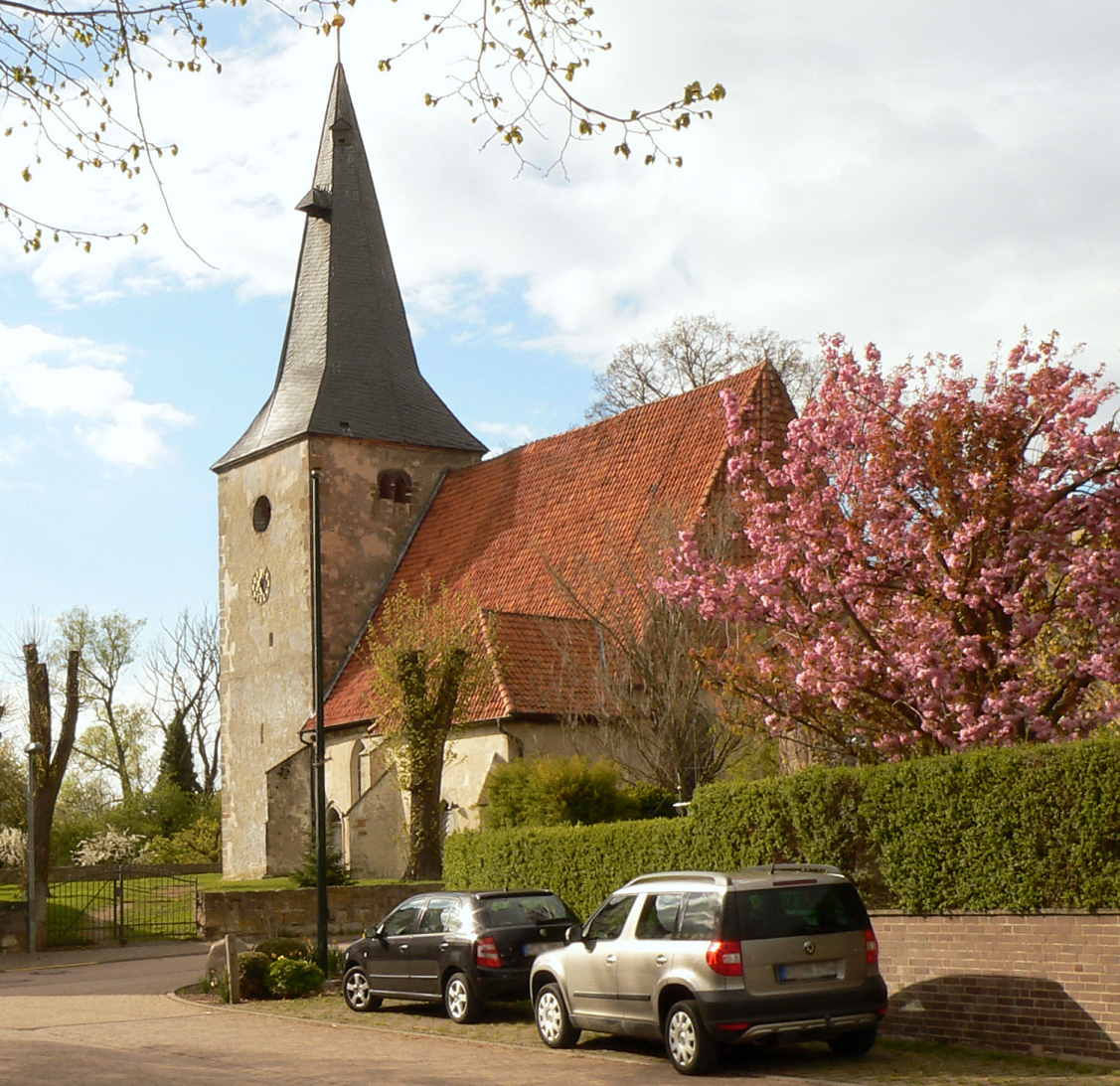
St.-Dionysius-Kirche

Die Kirche trägt den Namen St. Dionysius und ist nach dem ersten Bischof von Paris Dionysius benannt. Der romanische Kirchturm der St.-Dionysius-Kirche stammt aus dem 13. Jahrhundert und wurde im 14. Jahrhundert nach oben hin verlängert. In der Verlängerung des Kirchturms und in dessen Breite stand die nach Osten ausgerichtete einschiffige romanische Kirche. Die heutige Innenausstattung der Kirche mit Kirchengestühl, Emporen, Kanzelaltar und Orgelprospekt erfolgte 1852 im neugotischen Stil unter der Leitung des hannoverschen Landesbaumeisters Anton Eduard Bruno Wellenkamp.

### Pfarrgarten und alter Dorfbrunnen
Der ehemalige Pfarrgarten am Gemeindehaus wird extensiv bewirtschaftet und enthält alten Obstbaumbestand, Vogelschutzhecken mit verschiedenartigen einheimischen Sträuchern, Naturwiese und Naturteich mit Quelle und einheimischer Teichrandbepflanzung. Der Garten ist ein Refugium für zahlreiche Arten von Wildpflanzen, Insekten, Schmetterlingen, Singvögeln und Tieren, die an ein Feuchtbiotop gebunden sind (Molche, Libellen, Fledermäuse usw.).
Links von der Tür zum Pfarrgarten und zum Pfarrhaus (Adenoyser Straße 3) befindet sich zwischen den Sträuchern der jahrhundertealte Dorfbrunnen von Adensen. Er steht unter Denkmalschutz.

### Vereine
Adensen und Hallerburg haben die folgenden örtlichen Vereine (Stand 2015):
- Ortsverein des Deutschen Roten Kreuzes (Gründung: 13. Februar 1927)
- Freiwillige Feuerwehr Nordstemmen Ortsfeuerwehr Adensen-Hallerburg[24] (Gründung: 1932)[25]
- Feuerwehr-Förderverein Adensen-Hallerburg e. V. (Gründung: 24. April 2015)
- Verein zum Erhalt historischer Feuerwehrfahrzeuge Adensen-Hallerburg e. V. (Gründung 2009)[26]
- Kegelgruppen
- TTC Adensen-Hallerburg e. V. (Gründung: 1957)[27]
- Schulförderverein der Grundschule Adensen-Hallerburg (Gründung: 1993), seit 2013 Förderverein der CJD-Grundschule Adensen-Hallerburg e. V.
- VfL Adensen-Hallerburg e. V. (Gründung: 18. Juni 1949)[28]
- Spielgemeinschaft Adensen-Hallerburg und Wülfingen (Gründung 1988)

### Regelmäßige Veranstaltungen
Schloss Marienburg Marathon
Der Sportverein VfL Adensen-Hallerburg veranstaltet seit 2013 jährlich im November einen Marathonlauf unter der Bezeichnung „Schloss Marienburg Marathon“. Der Lauf führt im Hallertal von Adensen durch Hallerburg und den Harberg in das Waldgebiet Hallerburger Holz, dann über den Adenser Berg und den Marienberg zum Schloss Marienburg und von dort zurück nach Adensen.

## Bildung

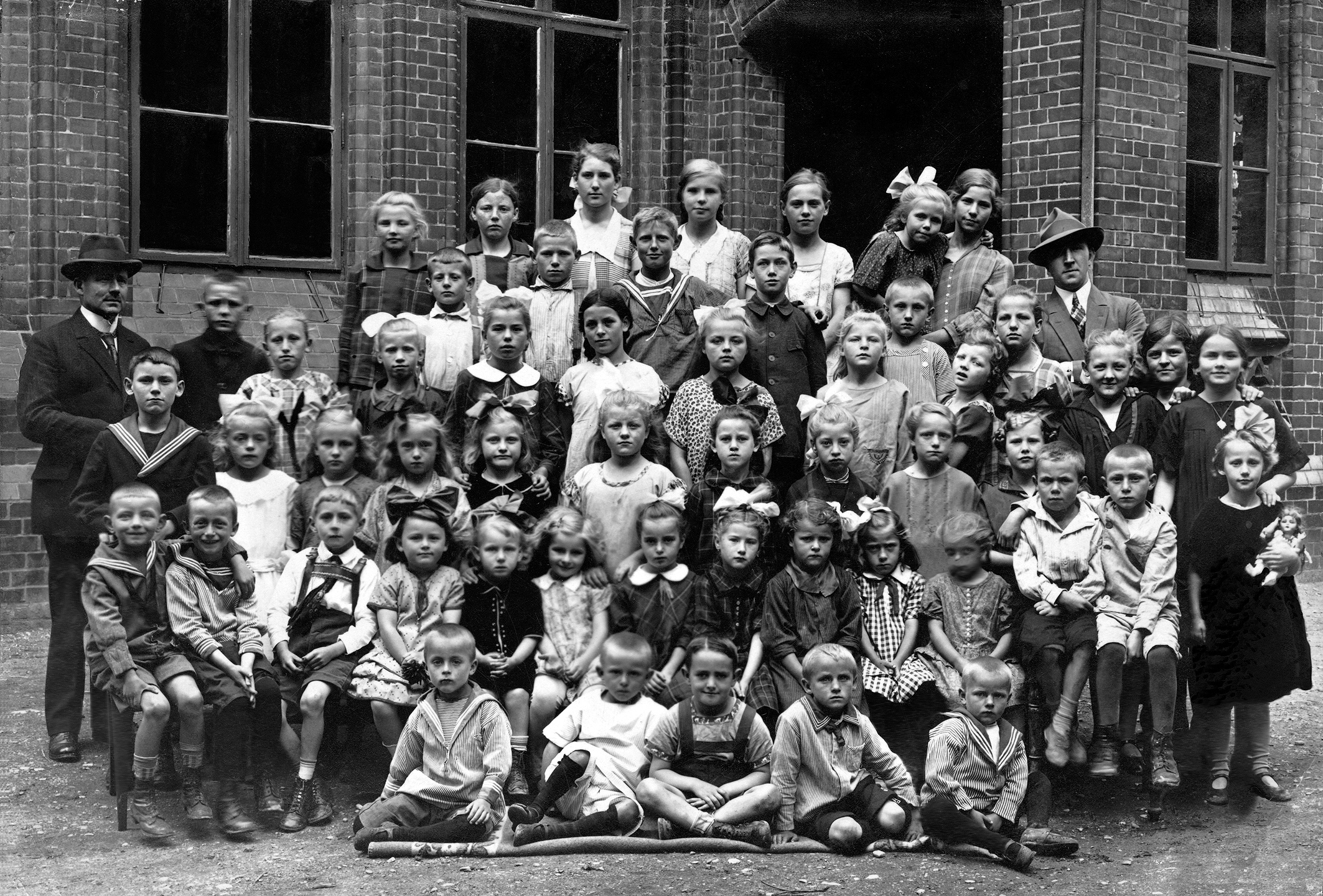
Schüler der Schule in Adensen 1927 oder 1928

### Deutschsprachige Schule
Nachdem sich die Reformation in Adensen und Hallerburg durchgesetzt hatte, wurde 1543 in Adensen im Gegensatz zu den damals üblichen Lateinschulen eine deutschsprachige Schule gegründet, damit jeder den Zugang zum Erlernen der deutschen Sprache und zum Lesen der deutschsprachigen Lutherbibel finden konnte. Von 1543 bis 1894 lag die Schule in der Trägerschaft der Ev.-luth. Kirchengemeinde Adensen. Das Lehreramt war mit dem Organistenamt und dem Küsteramt verbunden. Die Lehrer wohnten im Küsterhaus, in dem sich auch die Schule befand, und bewirtschafteten für ihren Lebensunterhalt 8 Morgen Ackerland, das den Küstern in Adensen als Pfründe zustanden.
Das Grundstück der Küsterei und damit der früheren Schulgebäude lag in der Adenoyser Str. 4 (Grundstück von Thiemann). Dort befand sich seit 1543 die erste Schule in dem Küsterhaus, bis das Gebäude um 1600 in sich zusammenfiel. Die Küsterei nebst Schule zog dann notgedrungen von 1591 bis 1673 in die Beibauerei in der Adenoyser Str.5 (Grundstück von Böhnke). 1673 wurde in der Adenoyser Str. 4 ein neues Küsterhaus gebaut, dort befand sich von 1673 bis 1816 die zweite Schule. Dieses Küsterhaus musste 1816 durch ein neues Gebäude ersetzt werden, das bis 1893 als dritte Schule diente und heute Thiemann gehört. Die Inschrift über dem Torbalken lautet: „Schul Haus gebauet im Jahre 1816“.
Die jetzige vierte Schule in Adensen (Adenoyser Str. 1) wurde im Jahr 1893 von der Ev.-luth. Kirchengemeinde Adensen neben dem Pfarrhaus im damaligen Pfarrwitwengarten auf kircheneigenem Grundstück gebaut. Am Dreiecksgiebel über dem Eingang zum Schulgebäude befindet sich eine geschmückte runde Scheibe mit den Jesusworten: „Lasset die Kindlein zu mir kommen! Marcus 10 Vers 14. 1893“. Dieses Bibelwort erinnert daran, dass die Schule in Adensen von der Reformation 1543 bis zum Jahr 1894 eine kirchliche Schule in der Trägerschaft der Ev.-luth. Kirchengemeinde gewesen ist. Am 13. April 1894 fand die Einweihungsfeier des Schulgebäudes statt. In der folgenden Zeit von 1894 bis 2012 stand die Schule in kommunaler Trägerschaft.

### Christophorus-Grundschule

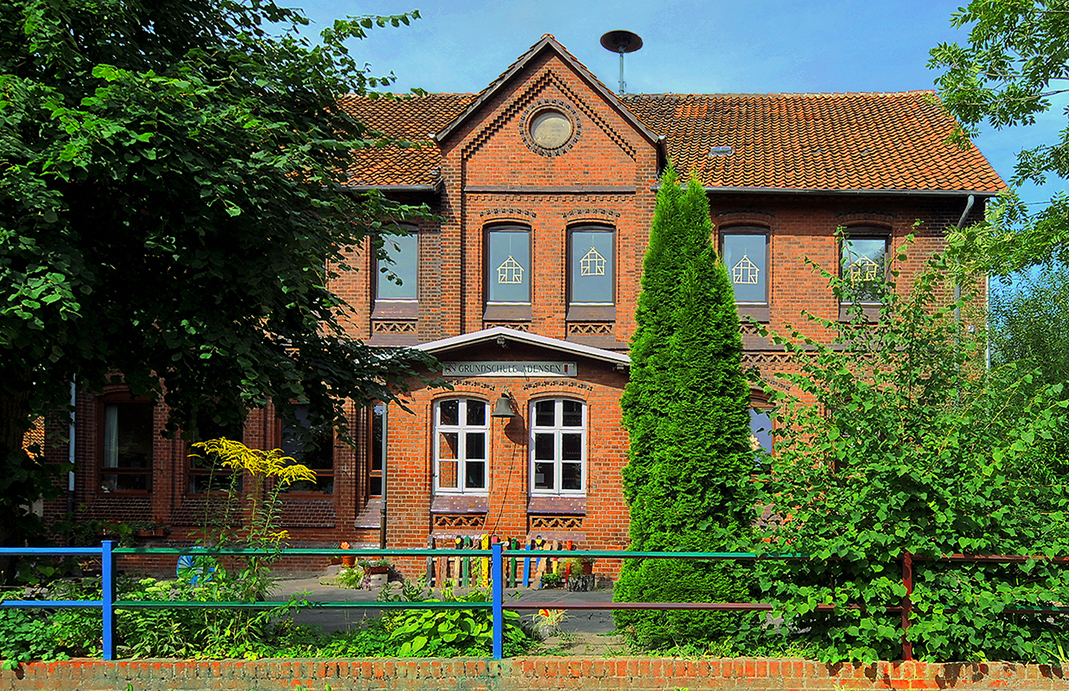
CJD Christophorus-Grundschule in Adensen vom Christlichen Jugenddorfwerk Deutschlands e. V. in dem Schulgebäude aus dem Jahr 1893

Der Förderverein der CJD-Grundschule Adensen-Hallerburg e. V. hat die Grundschule in Adensen zum 1. Januar 2013 von der Gemeinde Nordstemmen erworben und einen Nutzungsvertrag mit dem CJD Elze geschlossen. Die beim Förderverein verbliebene Aufgabe besteht darin, die Schulanlage zu pflegen und zu erhalten. Der Schulträger der Grundschule ist seit dem 1. Februar 2013 das CJD Elze. Das Christliche Jugenddorfwerk Deutschlands hat das komplette Schulgebäude vom Förderverein langfristig angemietet und führt die bis 2012 von der Gemeinde Nordstemmen beschulte Grundschule in Adensen in freier Trägerschaft als CJD-geführte Privatschule weiter. Im Jahr 2016 erhielt die Grundschule Adensen die staatliche Anerkennung und damit verbunden die finanzielle Förderung durch das Land Niedersachsen. Der Schulunterricht begann im Schuljahr 2013/2014 mit der ersten Klasse und wird in den folgenden Jahren jeweils mit der folgenden Klasse ergänzt.

### Kindertagesstätte in Adensen

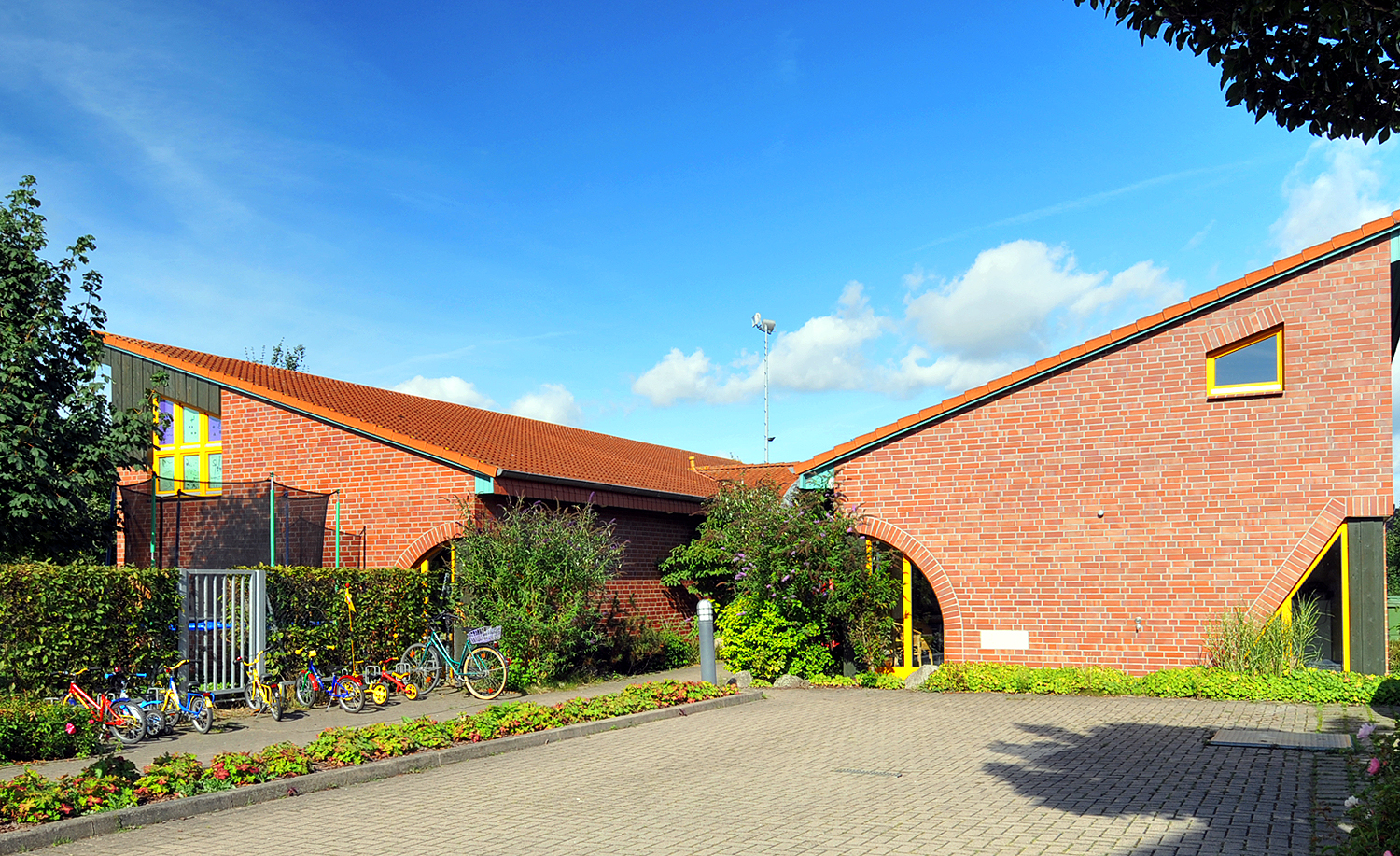
Kindertagesstätte des Deutschen Roten Kreuzes in Adensen aus dem Jahr 1996.

Die Kindertagesstätte befindet sich in Adensen neben dem Sportplatz. Das Gebäude wurde in den Jahren 1995 bis 1996 von der Gemeinde Nordstemmen erbaut. Die Grundsteinlegung geschah im Oktober 1995, die Eröffnungsfeier des damaligen Kindergartens war am 6. September 1996. Neben gut ausgestatteten Gruppenräumen steht den Kindern ein 1.200 Quadratmeter großes Außengelände mit altem Baumbestand, einem Wasser-Matsch-Bereich und vielen Spielgeräten zur Verfügung.
Die Trägerschaft besitzt das Deutsche Rote Kreuz, die Kindertagesstätte wird von dem Verein DRK-Region Hannover e. V. geführt. Zum Einzugsgebiet der Kindertagesstätte gehören Adensen, Hallerburg, Nordstemmen und Mahlerten. Die folgenden Grundsätze des Deutschen Roten Kreuzes sind die Basis des pädagogischen Handelns: Menschlichkeit, Unparteilichkeit, Neutralität, Unabhängigkeit, Freiwilligkeit, Einheit, Universalität. Die Kindertagesstätte bietet Betreuungsplätze an in zwei Kindergartengruppen für insgesamt 43 Kinder sowie in einer Hortgruppe für bis zu 12 Kinder. Die Kinder nehmen an einer kindgerechten Mittagsmahlzeit teil. (Stand: April 2015)
Da die Orte Adensen und Wülfingen sich bis Ende Februar 1974 im Landkreis Springe befanden, gehört die Ortsgruppe des Deutschen Roten Kreuzes in Adensen und Hallerburg noch immer zum Deutschen Roten Kreuz in Springe in der Region Hannover.

## Persönlichkeiten

### Söhne und Töchter des Ortes
- Rudolf Wiegmann (1804–1865), Architekt, Professor an der Düsseldorfer Kunstakademie und Maler der Düsseldorfer Malerschule

### Personen, die mit dem Ort in Verbindung stehen
- Ludwig Christoph Ernst Karl Baldenius (1799–1882), evangelischer Pastor und Theologe, Pastors in Adensen (1825–1833)
- Georg Hurtzig (1812–1865), Bildhauer, Lehrer an der Polytechnischen Schule in Hannover sowie Vergolder, er schnitze die Kanzelfiguren für die St.-Dionysius-Kirche in Adensen
- Achim Gercke (1902–1997), Naturwissenschaftler, „Sachverständiger für Rasseforschung“ im Reichsministerium des Innern und Mitglied des Reichstages für die NSDAP, war Standesbeamter in Adensen